# کورکورها
کورکورها (نام علمی: Milvus) یک سرده از پرندگان شکاری متوسط‌جثه است. این سرده توسط طبیعت‌شناس فرانسوی برنارد ژرمن دو لاسه‌پد در سال ۱۷۹۹ نامگذاری شد و نام آن برگرفته از کلمه کورکور حنایی است.

## گونه‌ها
این یک گروه از پرندگان جهان قدیم و متشکل از سه گونه کورکور است که بخشی از زیرخانواده کورکوریان را تشکیل می‌دهند. سیستماتیک آن در دست تجدیدنظر است و شامل ۳ یا ۴ گونه است.
| نگاره | نام علمی        | نام رایج      | پراکندگی                                                                           |
| ----- | --------------- | ------------- | ---------------------------------------------------------------------------------- |
|       | Milvus milvus   | کورکور حنایی  | اروپای غربی و شمال غرب آفریقا،                                                     |
|       | Milvus migrans  | کورکور سیاه   | اوراسیا و بخش‌هایی از استرالیا و اقیانوسیه                                          |
|       | Milvus egyptius | کورکور نوک‌زرد | جنوب صحرای آفریقا (از جمله ماداگاسکار)، به جز حوزه کنگو (با مهاجرت‌های داخل آفریقا) |